# Buhuși
Buhuşi é uma cidade da Roménia com 21.993 habitantes, localizada no judeţ (distrito) de Bacău.